# Massachusetts Institute of Technology
 "MIT" omdirigeres hertil. For andre betydninger af MIT, se MIT (flertydig).
Massachusetts Institute of Technology (MIT) er et privat forskningsuniversitet, der ligger i den amerikanske delstat Massachusetts. Det blev grundlagt i 1861, og regnes for at være blandt verdens førende tekniske universiteter, og har spillet en vigtig rolle i udviklingen af mange områder af moderne teknologi og videnskab.
Det blev grundlagt for at møde den øgede industrialisering i USA; og MIT adopterede den europæiske polytekniske universitetsmodel, hvor der blev lagt vægt på laboratieforsøg i anvendt videnskab og ingeniørkunst. MIT er et af tre private universiteter med jordbevillinger i USA, hvor de to andre er Cornell University og Tuskegee University. Instituttet har campus der strækker sig over 1,6 km langs Charles River, og har desuden faciliteter andre steder, der inkluderer MIT Lincoln Laboratory, the Bates Center og Haystack Observatory, samt tilknyttede laboratorier som Broad og Whitehead Institutes.
MIT vægter især uddannelse indenfor naturvidenskab (ingeniøruddannelser) samt forskning på internationalt topplan.
Per 2024 havde universitet haft 105 nobelprismodtagere, 26 modtagere af Turing-prisen og 8 Fieldsmedaljenmodtagere, som enten har været alumni, ansatte eller forskere. Derudover har der været 58 modtagere af National Medal of Science, 29 modtagere af National Medals of Technology and Innovation, 50 MacArthur Fellows, 83 Marshall Scholars, 41 astronauter, 16 Chief Scientists of the US Air Force og 1 statsoverhoved med tilknytning til MIT. Instituttet har en stærk iværksætterkultur, og MIT-alumni har grundlagt eller været medgrundlægger af mange store virksomheder. MIT er medlem af Association of American Universities.

## Virksomheder og iværksætteri
MIT-alumni og ansatte har grundlagt mange virksomheder, hvoraf et udvalg er vist nedenfor:
- Analog Devices, 1965, medgrundlæggere Ray Stata, (SB, SM) og Matthew Lorber (SB)
- BlackRock, 1988, medgrundlægger Bennett Golub, (SB, SM, PhD)
- Bose Corporation, 1964, grundlægger Amar Bose (SB, PhD)
- Buzzfeed, 2006, medgrundlægger Jonah Peretti (SM)
- Dropbox, 2007, grundlæggere Drew Houston (SB) og Arash Ferdowsi (droppet ud)
- Hewlett-Packard, 1939, medgrundlægger William R. Hewlett (SM)
- HuffPost, 2005, medgrundlægger Jonah Peretti (SM)
- Intel, 1968, medgrundlægger Robert Noyce (PhD)
- Khan Academy, 2008, grundlægger Salman Khan (SB, SM)[14]
- Koch Industries, 1940, grundlægger Fred C. Koch (SB), sønner William (SB, PhD), David (SB)
- Qualcomm, 1985, medgrundlæggere Irwin M. Jacobs (SM, PhD) og Andrew Viterbi (SB, SM)
- Raytheon, 1922, medgrundlægger Vannevar Bush (DEng, Professor)
- Renaissance Technologies, 1982, grundlægger James Simons (SB)
- Texas Instruments, 1930, grundlægger Cecil Howard Green (SB, SM)
- TSMC, 1987, grundlægger Morris Chang (SB, SM)
- VMware, 1998, medgrundlægger Diane Greene (SM)

SB: Bachelor of Science. SM: Master og Science